# 乌兰 (1962年)
乌兰（1962年11月—），女，蒙古族，内蒙古通辽市科尔沁左翼中旗人，中华人民共和国政治人物。原包头师范专科学校政教系专科班毕业，中共中央党校研究生学历。第十七届、十八届、十九届中央候补委员。曾任中共内蒙古自治区党委常委、自治区委宣传部部长，中共湖南省委副書記，湖南省政协党组副书记、副主席。现任湖南省人大常委会党组书记、副主任。

## 生平

### 从政经历
1978年12月，进入共青团包头市委办公室工作。1980年9月，在包头师范专科学校政教系干部专科班学习。1983年7月后，长期在共青团系统任职，历任包头市团委办公室干事、副主任，组织部副部长，团市委副书记。1984年11月加入中国共产党。1987年6月，任共青团内蒙古自治区委副书记；1996年11月，升任自治区团委书记、兼自治区青联主席。
2000年2月，离开共青团系统；先后担任中共伊克昭盟盟委副书记（其间：2000年3月－2001年1月在中央党校一年制中青年干部培训班学习），中共鄂尔多斯市委副书记。2003年3月，任中共巴彦淖尔盟盟委副书记、盟长。2003年11月，任内蒙古自治区人民政府副主席。2006年11月，任中共内蒙古自治区党委常委、宣传部部长。
2015年1月30日，内蒙古自治区第十二届人民代表大会第三次会议补选为第十二届全国人民代表大会代表。
2016年10月，任中共湖南省委副書記。
2017年10月，中国共产党第十九次全国代表大会上当选中国共产党第十九届中央委员会候补委员。
2021年11月，任湖南省政协党组副书记。2022年1月，任湖南省政协党组副书记，副主席。
2023年1月，任湖南省人大常委会党组书记，副主任。